# 문경중학교
문경중학교(聞慶中學校)는 대한민국 경상북도 문경시 흥덕동에 있는 공립 중학교이다.

## 학교 연혁
- 1948년 8월 13일 : 문경중학교 설립인가(6학급)
- 1948년 10월 8일 : 제1회 입학식 (남자 106명, 여자 5명 계 111명 입학)
- 1958년 2월 27일 : 제8회 졸업식 (1회~8회 남·여 공학 남 1,308명, 여 307명 졸업)
- 1979년 10월 31일 : 본관교사 준공(24실)
- 1985년 5월 14일 : 후동교사 준공(16실)
- 1998년 7월 24일 : 문일관(문경제일체육관) 준공
- 2012년 2월 26일 : 교과교실제 교실리모델링(6실)
- 2015년 12월 21일 : 학교 명상숲 조성
- 2018년 3월 2일 : 2018경북교육 명품학교 운영
- 2020년 3월 2일 : 교육과정(SW교육) 정책 연구학교
- 2021년 3월 1일 : 제31대 박흥서 교장 취임
- 2023년 3월 1일 : 2023학년도 인공지능(AI) 선도학교, 미래형 융합교육(STEAM)선도학교 지정
- 2024년 2월 8일 : 제74회 졸업(4개반 99명) 누계 19,209명
- 2024년 3월 4일 : 제77회 입학식(4개반 101명)

## 참고 자료
- 문경중학교 - 한국교육학술정보원 학교알리미